# 순장군공덕기
《순장군공덕기》(珣將軍功德記)는 중국 산시성(山西省) 타이위안시(太原市)에서 남서쪽으로 40km 떨어진 곳에 위치한 천룡산(天龍山) 천룡사(天龍寺)에 세워졌던 것으로 알려진 당대 금석문이다. 크기는 높이 96cm, 너비 64cm이다. 정확한 이름은 《대당□부장군공덕기》(大唐□部將軍功德記)로, 멸실된 부분인 □을 물(物)로 읽어 공덕기의 주인공을 물부순(物部珣) 즉 왜계 성씨인 모노노베씨(物部氏) 출신의 인물로 해석하고 있다.

## 명칭
《순장군공덕기》는 한국의 고대 금석문을 모아놓은 『한국고대금석문』(韓國古代金石文)에서 처음으로 국내에 소개되었다. 당시에는 「순장군공덕기」(珣將軍功德記)로 알려졌지만, 2003년에 윤용구에 의해 잔편이 소개되면서 「물부순공덕기」(勿部珣功德記)로도 알려지게 되었다. 하지만 중국에서는 2003년 이전부터 「물부순공덕기」 잔편의 사진과 탁본을 소개했기 때문에 한국보다 먼저 「물부순공덕기」라는 명칭을 사용하고 있었다.

## 내용
공덕비는 당 중종 신룡(神龍) 3년(707년) 10월 18일에 세워졌다. 곽겸광(郭謙光)이 비문을 짓고, 글씨를 썼다. 비문에서 순장군 즉 물부순은 본래 해동(海東)의 한 가문 출신이고, 선조의 공덕으로 대대로 벼슬을 하였으며, 나라가 망하기 전에 조국을 떠났다고 적고 있다.
당 중종 신룡 2년(706년) 3월에 순장군은 자신의 부인인 낙랑군부인(樂浪郡夫人) 흑치씨(黑齒氏) 즉 대장군(大將軍), 연국공(燕國公)이었던 흑치상지(黑齒常之)의 둘째 딸과 함께, 당시 험한 산속에 위치해 있던 천룡사를 방문하였고, 인근의 경치에 불심이 일어 돌아가신 임금과 살아 있는 인척(姻戚)들의 공양을 위해 삼세(三世)의 불상과 불교의 여러 성현들의 상을 제작하였고, 그 공사를 이듬해 신룡 3년(707년) 8월에 완성하였다.
묘비에서는 구체적으로 순장군의 조국에 대한 언급이 없지만, 그러나 그가 백제유민 흑치상지의 둘째 딸과 결혼하였다는 사실을 감안할 때, 백제부흥운동과 관련이 깊은 인물이었을 가능성이 높다고 보인다.

## 순장군의 정체
순장군공덕기의 주인공인 순장군은, 공덕기에는 "가문이 동해에서 선조의 공덕으로 대대로 벼슬을 하였으며, 궁지기(宮之奇)와 같이 나라가 망하기 전에 조국을 떠났다."고 언급되어 있어, 백제나 고구려 계통의 인물로 여겨지지만 확실한 것은 없다. 주목되는 점은 그의 부인이 백제 유민 출신의 당의 무장이었던 흑치상지(黑齒常之)의 중녀(中女)라는 점이다. 그렇다면 순장군도 백제계 인물일 가능성이 높으나 단정하기는 어렵다.
한편 《대당□부장군공덕기》(大唐□部將軍功德記)의 멸실된 부분인 □을 물(物)로 읽어 공덕기의 주인공의 이름을 물부순(物部珣) 즉 왜계 성씨인 모노노베씨(物部氏) 출신의 인물로 해석하기도 한다.

## 참고 문헌
- 박현규(2009년) 「天龍山石窟 제15굴과 勿部珣將軍功德記 - 선행학자들의 연구동향을 중심으로 -」 《서강인문논총》25호, 서강대학교인문과학연구소
- 오택현(2014년) 「勿部珣功德記」 《목간과문자》제12호, 한국목간학회

## 같이 보기
- 흑치상지
- 흑치준